# Antonio Biggi
Antonio Biggi (Carrara, 19 ottobre 1904 – Roma, 18 dicembre 1966) è stato un artista, scultore, pittore e medaglista italiano.

## Biografia
Studia all’Accademia di Belle Arti di Carrara. Nel 1924, giovanissimo, si trasferisce a Genova dove partecipa a varie manifestazioni artistiche. Nel 1928 si trasferisce a Roma con studio in Via Margutta dove resterà per tutta la vita.
Dopo aver insegnato plastica ornamentale a Civita Castellana, a Velletri e a Napoli, nel 1956 vince la cattedra di scultura all’Accademia di Belle Arti di Carrara.
Si dedica con successo anche alla pittura prediligendo l’acquerello.
Espone alla Biennale di Venezia, alla Triennale di Milano, alla quadriennale di Roma, alla Biennale d’arte Sacra di Novara, alla Mostra Artisti Mezzogiorno d’Italia, etc, aggiudicandosi importanti premi.
È stato accademico di San Luca.

### Percorso artistico
Il percorso artistico di Antonio Biggi è caratterizzato da un doppio registro espressivo che prevede una scrittura in prosa, largamente e serenamente narrativa, utilizzata soprattutto per l’attività rivolta alla committenza pubblica, e una scrittura in versi, più agile e spesso contratta in forma di grande suggestione lirica con la quale si è espressa in profondità la qualità più intima dello scultore.
Nel 1930 vince il concorso Clementino dell’Accademia di San Luca con il rilievo “Cristo condotto al calvario”.
Negli anni 30/40 l’artista si dedica in particolare alla ritrattistica, vedi Ritratto del Conte Vaselli del 1930, autoritratto del 1934 ca, ritratto della principessa Barberini datato 1934 e firmato, ritratto del poeta Malpassuti sempre del 1934 (mostra Mercati Traianei), ritratto del Duca degli Abruzzi per la Lega Navale di Roma.
Nello stesso periodo l’artista consolida la sua tecnica scultorea per la realizzazione di grandi statue. Con il bassorilievo per la stazione di San Paolo (1936) accoglie l’eco dell’arcaismo sironiano nel sovrapporsi a strati nel racconto; le statue “La Fisica” e “L’Architettura” per il Palazzo della Civiltà Italiana (1940) e persino il grande Nuotatore dello stadio della pallacorda (1941) appaiono una deroga all’accademismo vigente e risentono di un inquietante sfasamento “metafisico”. È del 1943 il gruppo scultoreo a dimensione reale in marmo “I Cavallini”.
Nel dopoguerra si cimenta nella prova più impegnativa della sua carriera, il sofferto concorso per le Porte di San Pietro (1947-49); il rilievo bassissimo e rigoso impaginato dei modelli sembrano calibrati sulla presenza storica del Filarete e sul modello ideale del Ghiberti. Per la sua partecipazione al concorso gli viene conferita la medaglio d’oro.
Nel 1948-49 scolpisce per la chiesa di Santa Prisca il gruppo scultoreo in bronzo raffigurante il Battesimo di Gesù. La figura di San Giovanni si assottiglia in una forma quasi ascetica che si ritrova in altre opere del periodo.
Negli anni 50 realizza una serie di opere - i “Cavallini”, il “Paliotto di santa Rita” etc - che fanno risaltare l’arricchimento del linguaggio poetico dell’artista, che trova il suo compimento nel “Discorso della Montagna” (1953, Collegio Americano del nord - Roma) e nel “Gesù lavoratore” (1954, Assisi).
Nel 1954-56 realizza una serie di opere inviate in America, tra le quali il San Tommaso di Villanova, che risentono di una interessante e inquieta ricerca formale. Di una fertile creatività sono, sempre di questo periodo, le “Sussanne accovacciate”, la “Corallina”, la “Donna alla finestra” e altre.
Con il Gesù adolescente e il gruppo di Apollo con le muse (1961-62), Biggi compone le sue estreme pagine poetiche, estraneo alle troppe accentuate sperimentazioni del dopoguerra.
L’ultimo lavoro pubblico dell’artista fu la realizzazione di una serie di pannelli in marmo con scene di giustizia per il palazzo di Giustizia di Bari (1963).

## Elenco opere
1935, Nuotatore, statua, gesso patinato, collezione privata (mostre 1936-1938)
1936, L’uomo nei suoi momenti di vita, grande bassorilievo in marmo, sottostazione di San Paolo in Roma.
1936, Busto d’atleta, gesso patinato, Galleria d’Arte Moderna di Roma (GNAM).
1936, Ritratto di Vittorio Emanuele II, bronzo, Tribunale di Littoria.
1941, Nuotatore, statua, marmo, stadio della Pallacorda - Foro Italico - Roma
1941, Architettura, Fisica, statua, marmo, Palazzo della Civiltà Italiana - Eur
1943, Cavallini, gruppo scultoreo, marmo, quadriennale di Roma (link Istituto Luce), collezione privata
1948, Angelo, rilievo, marmo, tomba famiglia Angeletti - Monteporzio Catone
1949, Battesimo di Gesù, gruppo scultoreo, bronzo, Chiesa di Santa Prisca all’Aventino - copertura del fonte battesimale
1951, San Pasquale di Baylon, rilievo, ceramica, Chiesa di Santa Maria Mediatrice.
1951, Ritratto del giornalista Ottavio Gila,
1951, Santa Rita e il miracolo della vite, paliotto, bronzo, Sant’Agostino nella chiesa Di Santa Rita a Cascia - altare della cappella di Sant’Agostino.
1951-52, realizzazione di una serie di placchette e medaglie, bassorilievo
1953, Discorso della Montagna, bassorilievo, bronzo, Collegio Americano del Nord.
1954, Gesù lavoratore, bassorilievo, Cittadella di Assisi.
1954, Gesù fabbro, bassorilievo, Cittadella di Assisi.
1954, San Tommaso di Villanova, gruppo scultoreo, marmo, Villanova (USA)
1954, Madonna del Buon Consiglio, gruppo scultoreo, marmo, Washington (USA)
956, Santa Rita, statua, marmo, Santa Rita a Cascia.
1958, Santa Maria della Mercede e Sant'Adriano
- Madonna con bambino e S. Giovannino, rilievo, marmo, facciata
- Trionfo di Cristo, gruppo scultoreo (crocifisso, angeli e raggiera), altare maggiore
- Battesimo di Gesù, gruppo scultoreo, bronzo, battistero

1958, Ultima cena, rilievo, Chiesa del Buon Consiglio - Washington (USA)
1959, San Cristoforo e San Rocco, bassorilievo, marmo, Chiesa di San Giovanni Battista - porta - Campi di Bisenzio
1959, Tobiolo e L’Angelo, pannello, marmo, Basilica di San Giovanni Bosco - Roma
1959, David, statua, gesso patinato, in mostra VIII Quadriennale di Roma.
1960, Figura Femminile in piedi, statuetta, bronzo
1960, Cristo sepolto, rilievo, XIV stazione Via Crucis - Chiesa di Santa Maria in Montesanto - Roma.
1960-61, Scene sacre, rilievi, Cattedrale di Hartford (USA)
1960, Resurrezione di Cristo, rilievo, bronzo, collezione privata
1960, San Gregorio VII, rilievo, marmo, facciata, Chiesa di San Gregorio VII - facciata.
1961-62, Apollo e le muse, statuette, collezione privata
1962-63, Madonna con Bambino, rilievo, marmo, Ospedale Santa Maria Goretti - Latina.
1963, Scene di Giustizia, pennelli, marmo, Palazzo di Giustizia - Bari

## Esposizioni e mostre
Mostra delle Olimpiadi, Berlino 1936
I Mostra Nazionale d’Arte sportiva - “Discobolo”, Roma 1936
I Mostra Nazionale del dopolavoro- “Discobolo”, Roma 1938
III Quadriennale - “Uomo che mangia”, Roma 1939
XX Biennale Internazionale, Venezia 1940
IV Quadriennale - “I Cavallini”, Roma 1943
VI, VII, VIII, IX Quadriennale, Roma
Mostra Orazio Amato, Roma 2003 - scheda 123 p. 194